# Vasilij Kudinov
Vasilij Aleksejevič Kudinov (rusko Василий Александрович Кудинов), ruski rokometaš, * 17. februar 1969, †  11. februar 2017.
Leta 1992 je na poletnih olimpijskih igrah v Barceloni v sestavi Združene ekipe osvojil zlato olimpijsko medaljo.